# 青年旅舍
青年旅舍，是一种針對旅友和年輕人的旅馆業態，強調自助互助、實惠、不浪費，以社群生活和文化交流著稱。所有青旅都會提供多人間選擇，讓旅客共享同一房間，以節省旅遊開支；絕大部分青旅亦會劃出公用空間或小酒吧，便於客人交流，亦會安排集體活動，向客人介紹当地文化。若要说其与旅馆最大的不同，可能在于大量的均一平價共用設施，多有交谊厅和厨房等公共区域，以及「通铺」或「上下铺」的团体房间型式可供选择。而非私人與密閉的等級制豪華酒店。
早期的青旅大多加入国际青年旅舍联盟（HI），但隨著網絡宣傳渠道增加，近年市場湧現不少独立青旅，將衛生、安全、客人服務向星級酒店看齊，其競爭更迫使英國及威爾斯等地的YHA總部轉營為牟利的商業機構，以應付獨立青旅的挑戰。

## 历史

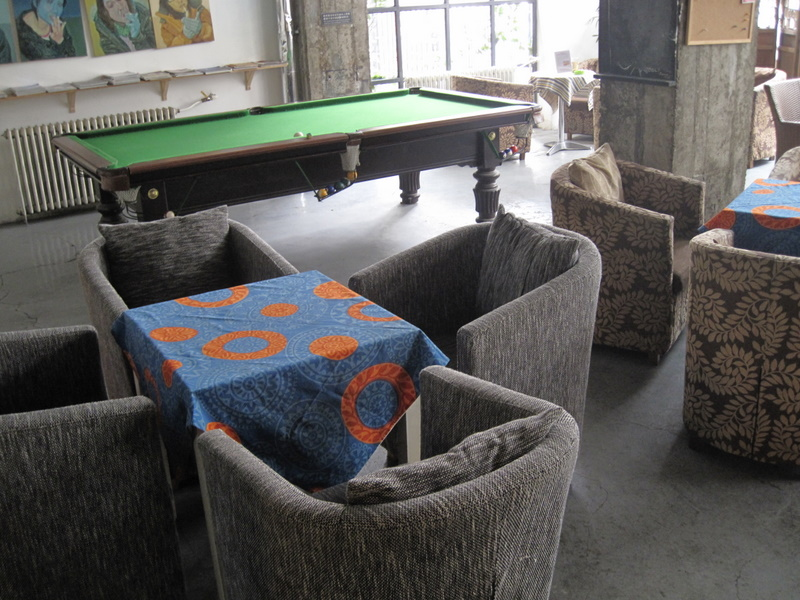
青年旅舍的公共遊樂空间是主要特徵

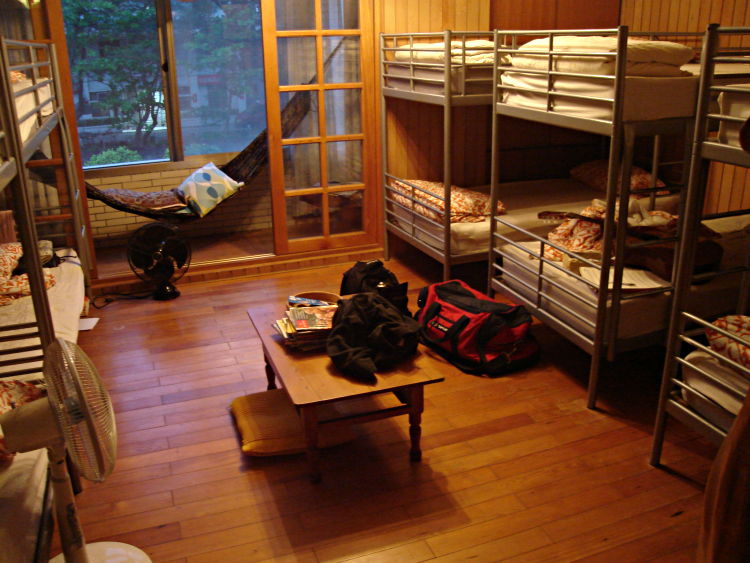
青年旅舍房間通常是通鋪

20世紀初，德國倡導青年運動，提出年青人不論貧富，都該外出認識世界。1912年德國教師理查德·希尔曼在阿尔特纳的废弃古堡，建立了第一家青年旅舍，強調培养青年的独立能力，并且亲近自然，体验各地文化。室内设施简朴、备有高低床、硬床垫和被褥、带锁的个人储藏柜、小桌椅、公共浴室和洗手间，或者自助餐厅、公共活动室等，這些標準至今仍然被各地青旅採用。

国际青年旅舍的标志

1932年，国际青年旅舍联盟在荷兰首都阿姆斯特丹成立。其宪章強調青旅是不分国籍、种族、年龄、性别、职业、宗教、政治立场的住宿设施。
不過，國際青年旅舍聯盟除了對青年開放，絕大多數青旅亦會接受各年齡層的旅客。在一些國家，該聯盟亦會接受傳統酒店加盟，而為了應付獨立青旅的挑戰，在一些國家的聯盟也改組成牟利組織，期望能改善原有服務水平。

## 顾客
青年旅舍雖然說是以外國旅行者與年輕人為主，但實務上对入住者几乎没有限制，单个的旅游者、夫妻或者是结伴而行的人们都在服务范围内。
绝大部分的青年旅舍对于入住者的年龄也没有限制，只有很少的几个地方旅舍在满员的情况下，年轻人需要出示证件，而优先考虑，但在德国的巴伐利亚，在青年旅舍入住者，最大年龄限制是26岁。
而事实上，入住青年旅舍的人大部分是青年，以出行的自助旅行者——“背包客”居多。

## 服务与设施

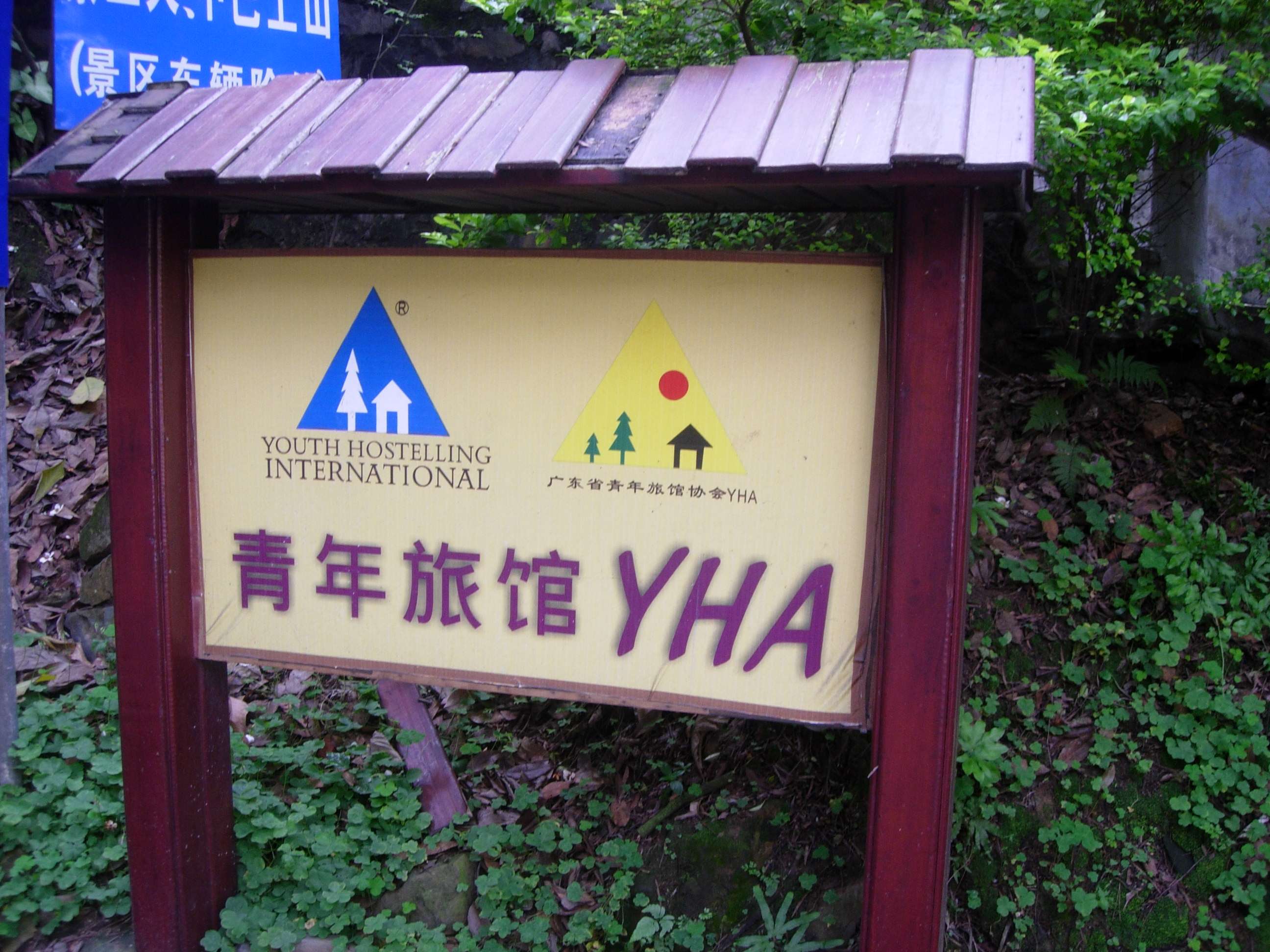
肇庆鼎湖山青年旅馆的指示牌

青年旅舍提供住宿服务，但无论是与旅馆、经济型酒店，还是星级酒店相比，由於其性質，住宿服务與體驗都有很大的差别。
青年旅舍提供的是以床位为出租单位的寝室，往往多人一间，根据预定情况有可能男女分開或男女混住，且多有双层床，房间里一般还提供存放私人物品的带锁衣橱、桌椅。除此之外，可能不提供其他的设施，例如洗漱用品、电视或者电话等，被褥一般是一客一换，房间也不会每天整理，需要向旅舍提出。
洗手间一般是全旅舍公用，条件较好的青年旅舍有可能提供独立洗手间。有的青年旅舍也尝试多样化的服务，提供单人间、标准间等酒店式的套间。
青年旅舍注重公共交流活动空间，通常设有自助洗衣房、自助厨房、小卖部、放映室、游戏室、酒吧、餐厅、图书室等，有的还附有旅游咨询处或者旅行社的办事处，提供收费的或免费的洗衣、行李存放、上网、餐饮、娱乐、旅程咨询等服务，全旅舍的旅客共享这些服务和设施，入住者可以在公共空间与世界各地的同游者进行交流。
青年旅舍有时举行各种活动，活动内容可以是当地景点导览、语言课程、音乐欣赏、烤肉会、电影欣赏等，增进入住者之间的交流。
旅舍内部的设施说明及指引，一般是由当地语言和英语共同书写，服务人员也可以提供外语服务。
青年旅舍一般设置在当地热门景点或城市中心，周边商店、餐厅等服务设施较多，对于入住者来说相当方便，旅舍有时也准备有地图或可以指路的服务人员，指引入住者去到周边的设施。

## 预订与费用
预订可以通过前台、电话、互联网等多种方式。网上预订可以通过青年旅舍自己的网站、当地国际青年旅舍协会网站，大型青年旅舍网站甚至可以提供全球的预订服务，如Hostels.com、Hostelworld.com、Hostelbookers.com、Hostelsclub.com及http://www.hihostels.com/， 国际青年旅舍和独立旅舍皆可预订。
在旅游旺季入住，预订是必要的。
国际青年旅舍实行会员制，尽管青年旅舍收费较低，如果入住者持有国际青年旅舍会员卡，则可以享受到更多优惠。会员卡可以在网上办理、到总部办理或者到旅舍、代理商处办理，有效期一年，可以续期，可以全球通用。
青年旅舍的收费低廉，但青年旅舍的一些服务可能也需要收费，例如洗衣、保险箱、停车、自行车租赁、自助厨房、餐厅等，需要在前台付款。而使用一些公共设施则可能免费，例如电影放映室、台球室、互联网等。

## 国际青年旅舍与独立旅舍

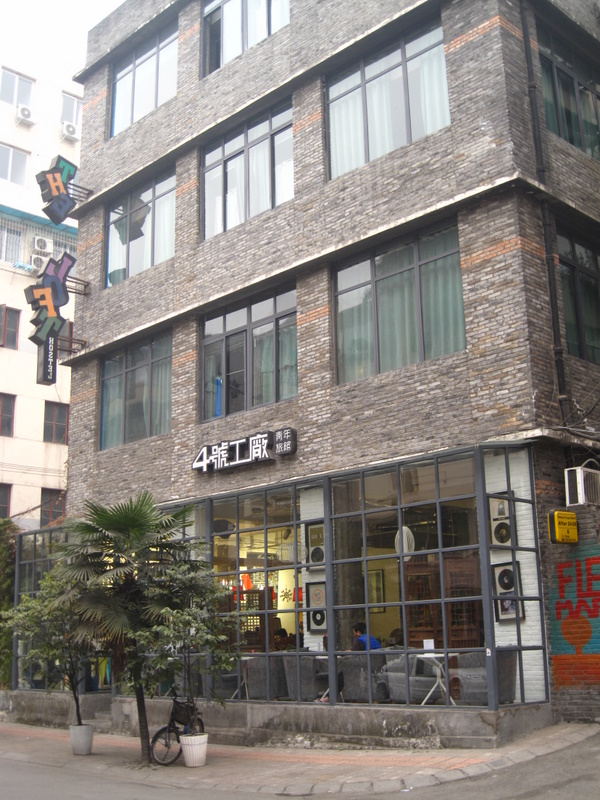
一家位于成都的独立旅舍外观

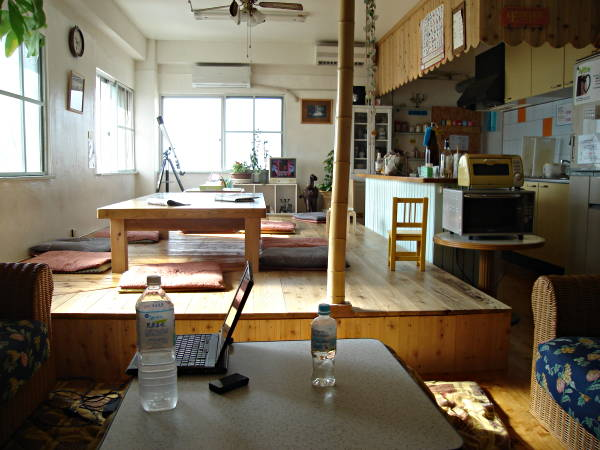
日本地區的青年旅舍日式房間

国际青年旅舍是指，加入了国际青年旅舍联盟或国际青年旅舍联盟各国协会、代理机构的旅舍，使用蓝三角标志，采用“青年旅舍”或“国际青年旅舍”的名称，接受国际青年旅舍会员卡，完全遵循国际青年旅舍联盟制定的标准。
由于高昂的会费或其他原因，有一些青年旅舍没有加入国际青年旅舍联盟，不使用蓝三角标志，也可能不接受国际青年旅舍会员卡，其标准也与国际青年旅舍联盟要求的不完全一致，但仍属于广义上的青年旅舍的范畴，这被称为独立旅舍，例如中国的万里路连锁由北京青年旅舍协会创立，北京青年旅舍协会与国际青年旅舍联盟、国际青年旅舍联盟在中国的代理机构没有隶属关系。
由于“青年旅舍”及蓝三角标志是国际青年旅舍的注册商标，一些独立旅舍采用“青年旅馆”这样的名称，上海万里路国际青年酒店曾因使用蓝三角标志而与国际青年旅舍联盟产生纠纷。
但独立旅舍的入住准则、服务设施、费用与国际青年旅舍大同小异。

## 国际青年旅舍联盟
国际青年旅舍联盟是一家非营利组织，总部位于英国，是联合国教科文组织成员、世界旅游组织成员，其最高权利机构为两年一届的国际大会。该联盟下共有70多个会员国协会和30多个附属会员国协会及业务代理机构。
其致力于为全世界会员，特别是青年和学生旅游者提供“安全、卫生、友善、舒适、经济、环保”的住宿服务，鼓励青年热爱旅游，热爱自然，广交朋友，从而达到促进青年间的文化交流和推广自助而健康的环保旅游的目的，进而为社会培养青年的社会意识、自律意识、文化意识、多元化意识及环保意识等提供一个场所。
目前，国际青年旅舍联盟已成为当今世界上最大的青年旅行住宿联盟组织，在全球各国拥有4500多家青年旅舍，共有350,000个床位，其国际总部设在英国，是一个被联合国教科文组织承认的国际非营利组织，已有六十多个国家的青年旅舍协会加入。
台灣也有此一組織的分會，但所加入的會員往往是平價商旅，僅極少數為hostel。

## 外部連結
- 国际青年旅舍中国官方网站 （页面存档备份，存于）（简体中文）：提供床位预定服务，办理国际青年旅舍会员卡和ISIC國際學生證
- 中華民國國際青年旅舍協會 （页面存档备份，存于）（繁體中文）：辦理国际青年旅舍会员卡以及ISIC國際學生證
- 北門臥客青年旅舍http://www.wecomehostel.com/ （页面存档备份，存于）位於機場捷運線台北車站步行5分鐘，台北市合法青年旅館。
- http://www.hihostels.com/ （页面存档备份，存于）：国际青年旅舍介绍及線上訂房服務
- Hostels.com （页面存档备份，存于）（英文）：全球青年旅舍预订服務
- Hostelworld.com （页面存档备份，存于）（英文）：全球青年旅舍预订服務
- 青輔會青年探索台灣 （页面存档备份，存于）（繁體中文）：辦理免費青年旅遊卡可優惠入住台灣民宿及台灣警光客棧等平價青年旅舍
- 東寶複合式旅館-羅東鎮 （页面存档备份，存于）（繁體中文）：羅東合法青年旅館,位於羅東市中心，近羅東夜市，提供平價住宿。